# Sebra-lampan
Sebra-lampan är en typ av belysningsarmatur som togs fram av Föreningen för elektricitetens rationella användning (Fera), Svenska föreningen för ljuskultur, Sveriges elektroindustriförening och Semko i samarbete med ett urval större svenska lampfabriker mellan 1938 och 1940.
Principen är att alstra två ljuskomponenter med enbart en ljuskälla. Namnet Sebra-lampan skrevs ut med ett versalt B i mitten för att lyfta poängen med att konceptet handlade om att se bra.

## Historia
Idén bakom Sebra-lampan kom ursprungligen från USA där den utvecklades av organisationen IES (engelska: Illuminating Engineering Society) och på kort tid slog igenom stort. Miljoner lampor utförda efter den nya principen såldes varje år, och användes som bords-, golv- eller vägglampor i hemmen och på kontoren, överallt där det behövdes en bra arbetsbelysning.
Belysningsarmaturen kallades i USA och även här i Sverige inledningsvis för studielampan. De ljustekniska principerna framtagna av IES ansågs av de svenska organisationerna Ljuskultur med flera vara fullgoda. Men däremot de elektriska detaljerna och vissa andra konstruktionselement ansågs behöva förbättringar för att kunna ansluta sig till svensk standard.
Därför togs normer fram av Ljuskultur, Elektroindustriföreningen och Semko i samarbete med belysningsfabrikanterna. Produktkonceptet behövde också ett svenskt namn. En pristävling utlystes i branschtidskriften ERA, Elektricitetens rationella användning, hösten 1938. Det namnförslag som segrade i pristävlingen var Sebra-lampan.
Elektroindustriföreningen inregisterade ett garantimärke för de produkter som uppfyllde normerna. Garantimärket fick användas av fabrikanterna i samband med försäljning och marknadsföring av godkända lampor.
Flera av tidens tongivande belysningsproducenter som Böhlmarks, Chr Bergh & Co (för Asea) och Bröderna Malmströms tillverkade produkter enligt normerna med de rekommenderade måtten för Sebra-lampan.

### Indirekt belysning
Principen med helindirekt belysning, alltså reflexion via väggar och tak som ger ett mjukt, bländfritt ljus eftersom ljuskällan är helt dold, var inte ny. Men det hade mest förekommit i offentliga miljöer tidigare. Ett bra svenskt exempel på det är belysningsarmaturerna i Helsingborgs konserthus, inne i själva konsertsalen, från år 1932. Installationen ansågs vara ett bra exempel på när form och ljusverkan helt anpassats efter rumsarkitekturen tack vare två utefter hela salens längd parallellt löpande armaturer som arbetade efter en helindirekt ljusprincip.
Med Sebra-lampans introduktion 1938–1940 och åren framöver blev samma princip mer tillgänglig för svenska hem och hushåll. Sebra-lampan hade både indirekt och direktverkande ljus i kombination.

## Koncept
Syftet med den nya belysningsarmaturen var att med en enda glödlampa ge en riklig och bländfri, något diffus arbetsbelysning och samtidigt tillföra rummet en viss allmänbelysning. Detta uppnåddes genom att omge glödlampan med en uppåtriktad, öppen reflektor av opalöverfångsglas, som doldes av en lampskärm, vilken hängde ner från reflektorns överkant.
Vid lämplig dimensionering och rätt materialval på reflektor och skärm fördelades ljusflödet så att över hälften riktades uppåt och reflekterades vidare av taket (helindirekt belysning) medan den nedåtriktade delen gav en riklig belysning på arbetsplatsen med en god likformighet (direktverkande belysning).
Sveriges elektroindustriförening försåg de fabrikanter som uppvisade protokoll över godkända typprov för varje tillverkningsserie av Sebra-lampan med ett garantimärke i flerfärgstryck. Typprovningen utfördes av Ljuskultur mot fastställd avgift enligt metod som hade godkänts av de organisationer som stod bakom märket. Godkända belysningsarmaturer kunde även förses med namnet SeBra ingraverat på lämpligt ställe i metallen.

## Normer

### Konstruktionsprincip

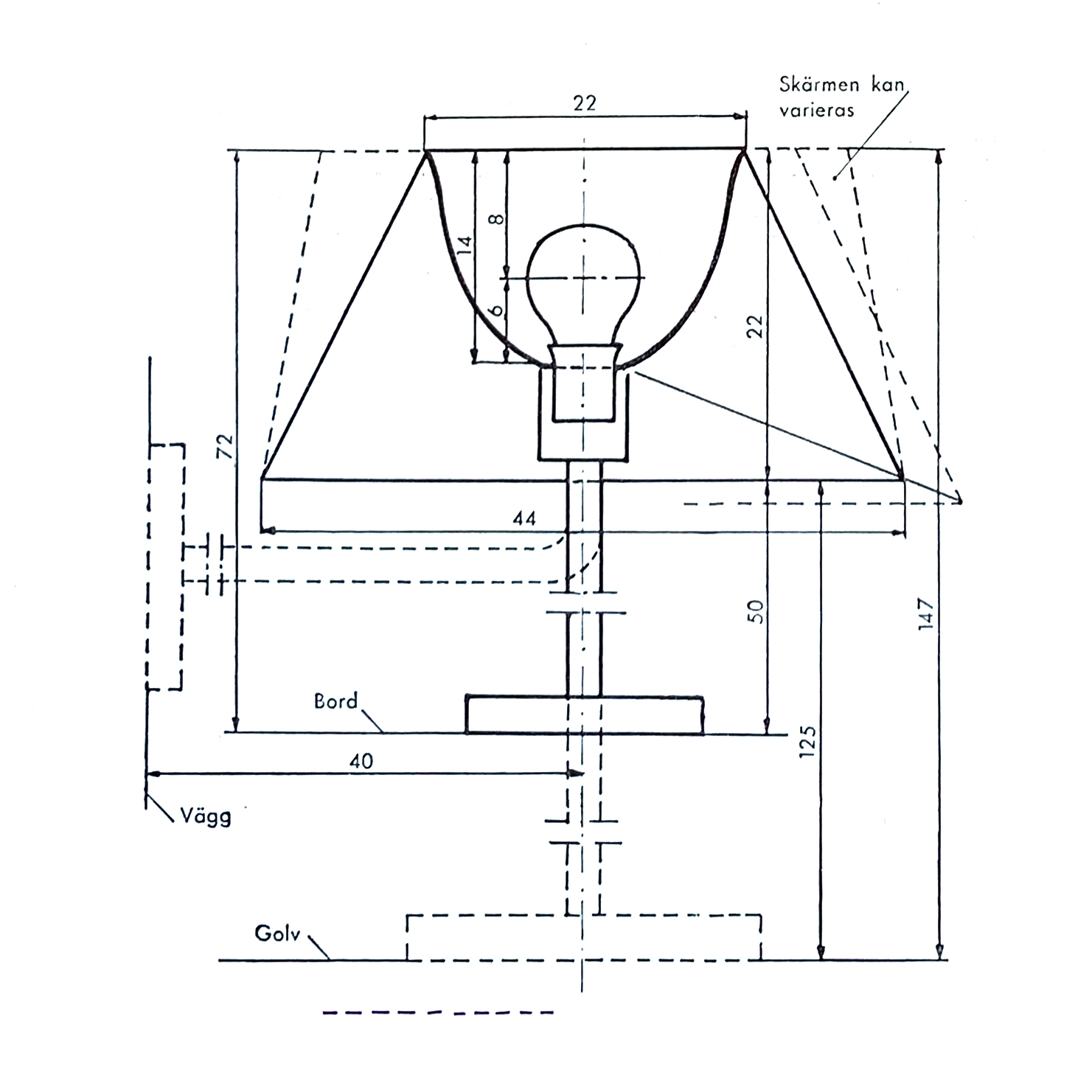
Sebra-lampan, huvudmått, för att uppfylla normerna.

Ändamålet med denna belysningsarmatur är att med en enda glödlampa alstra belysning sammansatt av en indirekt och en direkt verkande komponent. Detta åstadkommes genom att glödlampan omgives av en uppåt öppen reflektor av väl diffuserande material (typ opalöverfångsglas) på vars kant vilar en skärm av material med god reflexionsförmåga och med ett hål upptill med i det närmaste samma diameter som reflektoröppningen. Reflektorn anbringas på en ståndare, fäst i en stadig fot, eller på väggarm, och med höjden avpassad så att nedanstående under avsnitt (2) angivna fordringar uppfyllas.

### Ljustekniska föreskrifter

#### (1) Ljusflöde
Det nyttiga från armaturen utgående ljusflödet ska utgöra minst 70 % av glödlampans (ljuskällans) totala ljusflöde. Av det nyttiga ljusflödet ska minst 57 % utsändas ovan ett genom glödlampans lystråd lagt horisontalplan.

#### (2) Avskärmning
Glödlampan får inte synas om man tittar mot bordlampans reflektoröppning från en punkt belägen 60 cm från den vertikala lampaxeln och 165 cm eller mindre från golvet, varvid förutsättes, att armaturen står på ett 75 cm högt bord. (Standardhöjd för skrivbord och köksbord.)
Glasreflektorn får inte synas om man tittar mot densamma från en punkt belägen 60 cm från den vertikala lampaxeln och 35 cm över bordet på vilket armaturen är placerad.
Utföres armaturen istället som golvlampa gäller motsvarande fordringar, vilket innebär att ståndaren ska vara 75 cm längre än för bordslampan. Monteras armaturen på väggarm ska denna vara minst 40 cm lång och anbringas på sådan höjd att bestämmelserna därigenom uppfylls.
Om skärmmaterialet är transparent, vilket är lämpligt, ska det vara väl ljusdiffuserande.
Dessa villkor innebär en viss minimihöjd på lampan, vilken dock kan underskridas med högst 20 cm under förutsättning att reflektoröppningen förses med ett bländskydd, bestående av koncentriska, vitlackerade plåtringar, så att insyn mot glödlampan från ovan angivna punkt därigenom hindras.

#### (3) Ljustäthet
Ljustätheten på reflektorns utsida får inte överstiga 0,48 internationella normalljus (ICP) per cm².
Ljustätheten på de delar av reflektor och skärm som är synliga för någon av de under avsnitt (2) nämnda punkterna, eller andra däremellan belägna, får ej överstiga 0,08 ICP/cm².

#### (4) Belysningsstyrka
Armaturen ska på det bord där den är placerad, eller på ett däremot svarande plan, ge minst följande belysningsstyrkor (horisontalbelysning) i internationella lux (Ilx):
| Avstånd från fotens centrum | Belysningsstyrka |
| --------------------------- | ---------------- |
| 25 cm                       | 300 Ilx          |
| 50 cm                       | 175 Ilx          |
| 75 cm                       | 80 Ilx           |
| 100 cm                      | 40 Ilx           |

Härvid förutsätts en bordshöjd av 75 cm, en reflexionsförmåga hos taket av 75 % och en takhöjd om 3 m.

#### (5) Lampstorlek
På lämpligt sätt bör angivas att armaturen är avsedd för glödlampor av storlekarna 100, 125 och 150 Dlm.

### Elektriska och mekaniska föreskrifter
(1) Lamphållare, strömbrytare och stickpropp ska vara av godkända S-märkta typer.
Strömbrytaren ska utgöras av en tryckströmbrytare inbyggd i foten under lamphållaren eller i väggbrickan och isolerad från metallhöljet. Den fria ledningen ska ha minst 2 × 0,75 mm² area, vara minst 3 m lång och av godkänd, rund typ (RVG) med införing i lampfoten eller väggbrickan genom väl infäst, hållbar isolerande bussning och effektivt avlastad från drag- och vridpåkänningar vid kontaktställena i båda ändar. Ledningen inom lampan får inte läggas emot skarpa kanter av metall. 
(2) Reflektorn ska vara av minst 2 och högst 4 mm tjockt opalöverfångsglas. Skärmen ska vara av solid konstruktion och av varaktigt material. Reflektorn ska sitta stadigt fast, och skärmen ska passa väl in på reflektorns kant, så att armaturen kan flyttas utan risk för att reflektor och skärm rubbas ur sina rätta lägen.
(3) Lampan ska vara utförd så att den, med reflektor och skärm på plats, kan lutas 15° från vertikalaxeln utan att tippa över. Ståndaren respektive väggarmen ska vara stadigt fästa vid fotplattan respektive väggbrickan.

### Garantimärke
Varje lampa, som vid provning uppfyller ovanstående bestämmelser, kan förses med ett särskilt garantimärke: SeBra-märket som tillhandahålles av Sveriges elektroindustriförening.

## Galleri

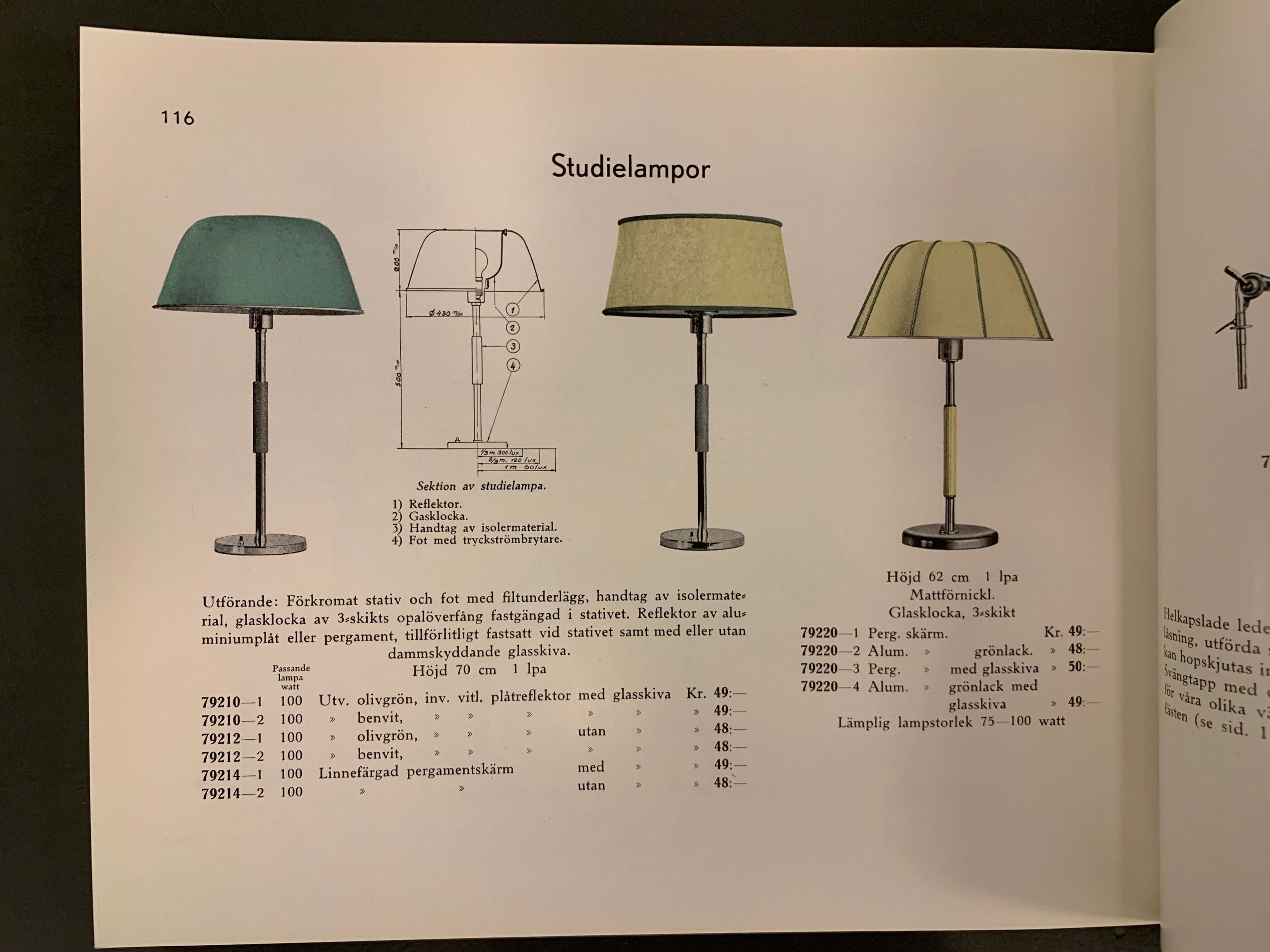
Studielampor från Asea-ägda Elektriska AB Chr Bergh & Co år 1938 innan de fick namnet Sebra-lampor.